# لويد بي. مارش
لويد بي. مارش (بالإنجليزية: Lloyd B. Marsh)‏ هو سياسي أمريكي، ولد في 31 يوليو 1893، وتوفي في 1971. نشط حزبياً في الحزب الجمهوري.